# Michele Bachmann
Pour les articles homonymes, voir Bachmann.
Michele Bachmann, née Michele Marie Amble le 6 avril 1956 à Waterloo (Iowa), est une femme politique américaine, membre du Parti républicain. Elle est la représentante du 6e district du Minnesota entre 2007 et 2015.
Elle annonce le 13 juin 2011 sa candidature à la primaire du Parti républicain pour obtenir l'investiture du parti à l'élection présidentielle américaine de 2012. Elle retire sa candidature le 4 janvier 2012, après son faible score obtenu lors du caucus de l'Iowa.

## Biographie

### Jeunesse
Michele Marie Amble naît le 6 avril 1956 à Waterloo, dans l'Iowa et passe l'essentiel de sa jeunesse dans le Minnesota. En effet, après le divorce de ses parents et le départ de son père lorsqu'elle a 14 ans pour la Californie, elle reste auprès de sa mère qui se remarie et a alors huit autres enfants.
À 16 ans, elle rejoint un groupe de prière et devient très religieuse.

### Études
Après l'obtention de son diplôme, en 1974, à l'Anoka High School (en), elle part travailler au sein d'un kibboutz en Israël. Lors de l'élection présidentielle de 1976, elle soutient et assiste à l'investiture de Jimmy Carter, qui a la faveur des Chrétiens fondamentalistes. L'année suivante, elle découvre le travail du théologien Francis Schaeffer et s'en trouve fortement influencée. Celui-ci soutient plusieurs positions, en particulier la critique de l'humanisme de la Renaissance et une opposition farouche au droit à l'avortement.
Michele Bachmann revient vivre aux États-Unis et obtient, en 1978, un Bachelor of Arts (l'équivalent d'une licence) à l'université d'État de Winona. Cette même année, elle se marie avec Marcus Bachmann. En 1979, elle intègre l'université Oral Roberts, dans l'Oklahoma, où elle étudie le droit et obtient un Juris Doctor en 1986. À l'occasion de ces études, elle milite pour faire révoquer les lois qui interdisent l'enseignement à domicile par les parents (le homeschooling). Par la suite, elle obtient un master en droit à la William & Mary Law School (en) de Virginie. Elle est ensuite juriste et conseillère fiscale pour l'IRS, poste qu'elle occupe par intermittences à raison de ses congés-maternité.

### Carrière politique
Michele Bachmann commence sa carrière politique au début des années 2000, militant contre l'enseignement fédéral. Elle siège au Sénat du Minnesota entre 2001 à 2007. Élue à la Chambre des représentants (pour le 6e district du Minnesota) en 2006, elle recueille lors de l'élection 50 % des votes, battant ainsi Patty Wetterling (en) et John Binkowski. Le 6e district du Congrès comprend la lointaine banlieue nord de Twin Cities et Saint Cloud. Elle est réélue en novembre 2008 face au démocrate Elwyn Tinklenberg (en). Elle est la troisième femme et la première femme républicaine à représenter le Minnesota au Congrès américain.
Elle est membre de l'United States House Permanent Select Committee on Intelligence, le comité de la Chambre de représentants chargé de superviser la communauté américaine du renseignement. Elle fonde le premier groupe du Tea Party au Congrès,. 

#### Candidature à l'élection présidentielle de 2012
Habituée des plateaux-télé, porteuse d'une variété de messages de droite, connue par ailleurs pour de nombreuses gaffes, et ses actions pour les jeunes en difficulté, elle connaît une ascension rapide dans les sondages.
Le 13 juin 2011, lors du second débat présidentiel des Républicains dans le New Hampshire elle annonce sa candidature aux primaires républicaines pour l'élection présidentielle de 2012 et est la seule femme à s'être portée candidate à l'élection de 2012. Elle a déclaré vouloir « reprendre l'Amérique », et faire du chef de l'État démocrate sortant, Barack Obama, le président « d'un seul mandat ». Elle ressort comme très populaire auprès des médias conservateurs, des chrétiens évangéliques (25 % des électeurs) et du courant Tea Party mais sa campagne pâtit de sa difficulté à rassembler l'électorat plus modéré du Parti républicain.
Elle emporte le vote-test dit straw poll, dans l’Iowa, le 13 août 2011, qui sert, de façon informelle, à déterminer les candidats républicains les mieux placés. Par la suite, elle perd sa place de favorite, notamment en raison de l'émergence d'autres candidats, ainsi que de son discours jugé parfois trop conservateur, et émaillé d'erreurs de communication. Lors du caucus de ce même État, le 3 janvier 2012, elle réalise un score relativement faible (tout juste 5 %) et se place en 6e position ; elle annonce son retrait de la course à la Maison-Blanche le lendemain matin, lors d'une conférence de presse tenue à Des Moines.

#### Après l’élection présidentielle
Le 6 novembre 2012, elle est réélue à son poste de représentante du Minnesota, face au démocrate Jim Graves. En mai 2013, elle annonce qu'elle ne se représentera pas en 2014. Elle est de plus au centre de plusieurs enquêtes concernant le financement de sa campagne présidentielle.

## Vie personnelle
Le couple Bachmann a cinq enfants (Lucas, Harrison, Elisa, Caroline et Sophia). À la naissance de son quatrième enfant, Caroline, en 1993, elle décide de quitter l'IRS pour se consacrer entièrement à l'éducation de ces derniers. Michele Bachmann déclare lors d'un meeting, en 2011, qu'elle a subi une fausse couche après la naissance de leur deuxième enfant, Harrison, événement à l'origine de ses positions pro-vie. Elle a servi comme « mère d'accueil » pour 23 adolescentes qui souffraient de problèmes tel que l'anorexie,,.
Associés à six autres couples, Michelle Bachmann et son mari, Marcus Bachmann, fondent en 1993 une école, la New Heights charter school, qui doit accueillir des enfants à problème. À la suite de divergences sur le caractère religieux ou laïc de l'établissement, elle s'éloigne du projet.
Le 9 mai 2012, elle annonce avoir obtenu la nationalité suisse dans le canton de Thurgovie, grâce à son mari qui l'obtient également par filiation. Michele Bachmann et son mari ont la double nationalité depuis son mariage en 1978 mais elle annonce avoir fait la démarche officielle pour devenir bi-nationale à la demande de leurs enfants. Elle renonce  à cette nationalité quelques semaines plus tard. Ce retournement peut s'expliquer par le soin de conserver toute l'intégrité d'une image politique dans le courant conservateur et ultra-conservateur américain.
En 2011, elle a quitté l'Église luthérienne pour l'Église Rockpoint à Lake Elmo, membre de l'Église évangélique libre d'Amérique.

## Positions politiques

### Éducation
Selon un article du Stillwater Gazette, un journal local du Minnesota, Michele Bachmann soutient l'enseignement du créationnisme en parallèle de la théorie de l'évolution dans les cours de science à l'école publique. Elle décrit les défenseurs de la théorie de l'évolution comme des censeurs qui veulent imposer une croyance dogmatique. Elle est également coauteure d'une proposition de loi de 2004 au Sénat du Minnesota (qui n'a reçu aucune approbation supplémentaire parmi ses collègues législateurs) qui obligerait les écoles publiques à inclure des explications alternatives sur l'origine de la vie dans le cadre des programmes scolaires scientifiques. En octobre 2006, elle a déclaré lors d'un débat à Saint Cloud, dans le Minnesota : « il y a une controverse parmi les scientifiques quant à savoir si l'évolution est un fait ou pas… Il y a des centaines et des centaines de scientifiques, beaucoup d'entre eux détenant le prix Nobel, qui croient au dessein intelligent ».

### Sécurité sociale etMedicare
Michele Bachmann a appelé à la suppression progressive de la sécurité sociale et de Medicare.

### Politique étrangère
Se disant en faveur de la solution diplomatique dans le cadre des relations entre les États-Unis et l'Iran, elle a toutefois déclaré qu'il ne fallait pas rejeter d'autres options comme des frappes nucléaires. Elle a également déclaré être un « soutien de longue date d'Israël ».
Lors d'un débat sur la politique extérieure des États-Unis le 12 novembre 2011, elle se montre en faveur des simulations de noyades (torture par l'eau, une technique de torture), déclarant qu'elles avaient déjà permis de « fournir de l'information à notre pays ».
Elle manifeste cependant une faible compréhension des problématiques de politique internationale, déclarant par exemple que le Hezbollah libanais détenait des missiles à Cuba et accusant la Chine d’aveugler les satellites américains avec des lasers.
Sioniste chrétienne, Michele Bachmann affirme son soutien Israël lors de la guerre contre le Hamas dans la bande de Gaza, affirmant, en 2023, que la population palestinienne est « fondamentalement constituée de mercenaires » dont le « terrorisme est l’industrie ». Selon elle, « il est temps d’en finir avec Gaza. Les deux millions de personnes qui vivent là ne sont que de rusés assassins. Ils doivent être retirés de cette terre. Et cette terre doit être transformée en un parc national. »

### Sujets de société

#### LGBT
Elle est en faveur d'amendements constitutionnels interdisant le mariage homosexuel et tout autre équivalent légal. Elle est également favorable à ce que cette interdiction soit inscrite dans la Constitution. 
En 2004, Michelle Bachmann déclarait que l'homosexualité - et le style de vie des personnes homosexuelles - était une servitude, ajoutant qu'elle était l’œuvre de Satan (« it’s part of Satan »). Bachmann la qualifia de dysfonctionnement sexuel et de désordre identitaire, affirmant qu'elle se sentait « triste » pour ces personnes. Interrogée en 2011 sur le sujet, elle tint à préciser que ses déclarations ne constituaient pas un « jugement ».
En 2011, Michelle Bachmann s'est déclarée favorable à un rétablissement du Don't ask, don't tell, aboli par l'administration Obama.

#### Avortement
En 2006, elle a déclaré qu'elle pourrait voter pour légaliser l'avortement en cas de viol ou d'inceste[réf. nécessaire]. Elle a déposé un projet de loi, resté sans suite, devant le Sénat du Minnesota, qui aurait interdit le financement d'avortements par des fonds publics[réf. nécessaire].